# Meta Linhas Aéreas
A Meta Linhas Aéreas (anteriormente META - Mesquita Transportes Aéreos) foi uma empresa aérea brasileira, com sede em Boa Vista, no estado de Roraima. A empresa surgiu na década de 80, fundada por Francisco Assunção Mesquita (o cmte Mesquita ou popularmente conhecido como Chico da Meta), fazendo somente taxi aéreo para os garimpos locais, que era a grande economia do estado de Roraima na época. A sua existência começou meio que por acaso, devido a uma necessidade do momento, mas a empresa cresceu gradativamente com o passar dos anos.
Em 1997 veio o passo como Linha Aérea Sistemática e posteriormente Regular, inicialmente voando um EMB110 adquirido da Nordeste Linhas Aéreas, matriculado PT-LNW e logo após com um par de EMB120 Brasília (PT-FLY e PT-LXN).
A Meta operava nos principais estados da Região Norte do Brasil, como Roraima, Amazonas, Amapá e Pará. Saindo de Boa Vista fazia conexão em Georgetown, na Guiana Inglesa, e em Paramaribo, no Suriname. O estado em que a Meta mais atuava era o Pará, operando em nove municípios.
A META sofreu um grande baque em 12 de Maio de 2011, quando o Cmte.Mesquita foi assassinado na saída de uma pizzaria em Boa Vista. A companhia que a este momento operava apenas um EMB120 Brasília em uma malha densa, entrou em dificuldades mais sérias, levando a ANAC a intervir na operação da empresa, Andréia Mesquita, filha do Cmte.Mesquita, optou por parar a empresa para reestruturação, o que não demorou muito a se configurar como encerramento definitivo de atividades e seus aviões parados em Boa Vista e Santarém.

## Frota
| Aeronave                    | Assentos | Prefixo | Notas             |
| --------------------------- | -------- | ------- | ----------------- |
| Embraer EMB-120 Brasília    | 30       | PT-LXN  | Abandonado em BVB |
| Embraer EMB-120 Brasília    | 30       | PT-FLY  | Abandonado em BVB |
| Embraer EMB-110 Bandeirante | 14       | PT-LNW  | A venda em BEL    |

Além de possuir 2 Embraer EMB-120 Brasília e 1 Embraer EMB-110 Bandeirante, a META possuía 5 aeronaves menores operando pela ROTA - Roraima Taxi Aéreo.